# Знойное (Челябинская область)
Зно́йное — посёлок в Карталинском районе Челябинской области России. Входит в состав Южно-Степного сельского поселения.

## Население
| 2002 | 2010 |
| ---- | ---- |
| 3    | ↗4   |

## Улицы
В посёлке имеется одна улица — Степная.

## Инфраструктура
В посёлке находится железнодорожная станция Южно-Уральской ЖД. Электрифицирована на переменном токе в 1968 году.